# Адам Силвера
Адам Силвера (на английски: Adam Silvera) е американски автор на юношески романи, известен със своите бестселъри „Накрая и двамата умират“, „More Happy Than Not“ и „History Is All You Left Me“.

## Живот и кариера
Адам Силвера е роден на 7 юни 1990 г. в Южен Бронкс в Ню Йорк и израснал там. Майка му, Перси Роза, е пуерториканка и работи като социален работник. Силвера почва да пише, когато е на около 10 или 11 години, като първоначално работи по фен фикшън.
Той е работил като бариста, продавач на книги и критик за Shelf Awareness, преди да стане писател. Силвера говори открито за борбата си с депресията. Той е гей.
Първият роман на Силвъра, „More Happy Than Not“, е публикуван на 2 юни 2015 г. от Soho Teen. Романът е бестселър на „Ню Йорк Таймс“ и бе включена в списъка за литературната награда Ламбда за литература за деца и юноши. От 2020 г. HBO Max разработва „More Happy Than Not“ като едночасов сериал, а изпълнителни продуценти на проекта са Дрю Коминс и Адам Силвера. 
Вторият му роман, „History Is All You Left Me“, е публикуван на 17 януари 2017 г. от Soho Teen. Същата година романът „Накрая и двамата умират“ бива публикуван от HarperTeen на 5 септември 2017 г. През 2019 г. HBO съобщи, че ще снимат сериал по „Накрая и двамата умират“ със сценарий, написан от Крис Кели и изпълнителен продуцент Джей Джей Ейбрамс. Две години по-късно обаче, Адам Силвера обяви, че ще служи като създател, сценарист и изпълнителен продуцент за адаптацията на романа му.
Четвъртият роман на Силвера, „What If It's Us“, е в съавторство с Беки Албертали и публикуван през 2018 г. от HarperTeen. Правата за филм върху книгата са продадени на Anonymous Content през 2018 г. 
Фентъзи поредицата на Силвъра „Infinity Cycle“ започва с „Infinity Son“, публикувана през 2020 г.
През юни 2020 г., в чест на 50-ата годишнина от първия LGBTQ Pride парад, сайтът Queerty посочи Силвъра като един от петдесетте герои, „водещи нацията към равенство, приемане и достойнство за всички хора“.  

### Самостоятелни романи
- More Happy Than Not (2015)
- History Is All You Left Me (2017)

### Серия „Отрядът на смъртта“ (Death Cast)
1. They Both Die at the End (2017)
Накрая и двамата умират, изд. „Егмонт България“ (2021), прев. Елка Виденова, ISBN 9789542727583
2. The First to Die at the End (2022)
Първият, който умира накрая, изд. „Егмонт България“ (2022), прев. Ирина Денева-Слав, ISBN 9789542729389

### Серия „Какво ако сме ние“ (What If It's Us) – с Беки Албъртали
1. What If It's Us (2018)
2. Here's to Us (2021)

### Серия „Цикъл на безкрайността“ (Infinity Cycle)
1. Infinity Son (2020)
2. Infinity Reaper (2021)

### Разкази
- Because You Love to Hate Me: 13 Tales of Villainy (2017)
- (Don't) Call Me Crazy (2018)
- Color Outside the Lines (2019)